# 기리몬
기리몬(일본어: 桐紋)은 현삼과의 참오동나무를 기초로 만든 문장의 통칭이다. 도카몬(일본어: 桐花紋)으로 불리기도 한다. 무로마치 막부(室町幕府)에 화폐에 각인하여 사용한 이래, 일본 왕실과 무로마치 막부, 도요토미 히데요시가 가몬을 이용하였다. 현재 일본을 대표하는 가몬이다.

## 개요
기리몬을 확인할 수 있는 초기 기록물은 원의 일본 원정을 묘사한 그림인 《몽고습래회사》에서 오야노씨(大矢野氏)의 군기(軍旗)로 나타난다. 에도 막부에는 서민부터 다이묘까지 사용 계층이 다양하였다. 막부의 가신과 다이묘를 포함하여 473개의 가문이 기리몬을 사용하였다. 특히 서민 사이에서는 고산노키리(五三桐)가 많이 보급되어 문장이 부착된 옷을 대차할 수 있었다. 1869년 메이지 정부는 태정관포고(太政官布告)에서 일부 국화문장의 사용 규정을 명기하였지만, 기리몬에 관해서는 1884년 관보로 특별히 정하지 않고 공시하였기 때문에 자유롭게 사용할 수 있었다. 도요토미 가문이 기리몬 오동나무 가몬을 사용했다.

## 도안
3개의 직립한 꽃차례와 3매의 잎으로부터 구성되어 있는 것이 기본적 도안이다. 처음에는 국화문장과 함께 일본 왕실 전용의 문장이었지만, 왕실 이외의 센고쿠 다이묘 등의 제후도 이용하게 되어, 왕실은 오로지 국화문장만을 이용하게 되었다. 꽃차례에 붙는 꽃의 수가 3-5-3의 고산노키리(일본어: 五三桐, ごさんのきり・ごさんぎり)가 일반적이고, 꽃차례에 붙는 꽃의 수가 5-7-5인 것은 고시치노키리(일본어: 五七桐, ごしちのきり・ごしちぎり)라고 한다. 그 밖에 140종 이상의 도안이 있다.

고산노키리(五三桐)
고시치노키리(五七の桐)
다이코키리(太閤桐)(도요토미 히데요시 가몬)
고산오니키리(五三鬼桐)
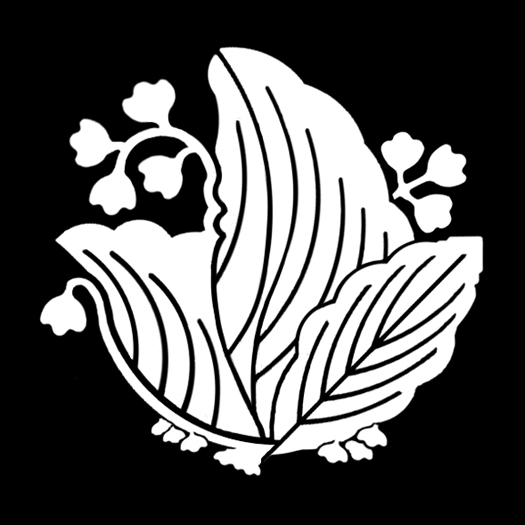
기리아게하초(桐揚羽蝶)
일본 총리의 문장

## 같이 보기
- 가몬
- 가몬 목록
- 일본의 국장
- 동화장
- 국화문장
- 조선총독부 - 총독부의 휘장으로 사용